# Häggrost
Häggrost (Pucciniastrum areolatum) är en svampart som först beskrevs av Elias Fries, och fick sitt nu gällande namn av G.H. Otth 1863. Häggrost ingår i släktet Pucciniastrum och familjen Pucciniastraceae.  Arten är reproducerande i Sverige. Inga underarter finns listade i Catalogue of Life.

## Bildgalleri

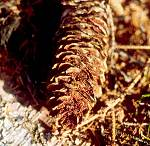